# AMR 35
L'AMR 35 (automitrailleuse de reconnaissance Renault modèle 1935) è stato un carro armato leggero francese, derivato dal precedente AMR 33. Discretamente armato in alcune sue varianti, era comunque superato dal punto di vista tecnico ed ebbe un utilizzo sporadico durante la seconda guerra mondiale.

## Storia

### Sviluppo
Ancor prima di consegnare i primi esemplari del carro leggero da ricognizione AMR 33, la Renault stava già elaborandone una versione che mirava ad annullare i due principali difetti del mezzo, ovvero la debolezza delle sospensioni e la rumorosità del motore.
Verso la metà di febbraio del 1934 fu dunque proposto un modello con apparato propulsivo più grande. Il governo francese si oppose fermamente all'introduzione del prototipo a discapito dell'AMR 33, ma il 3 luglio, riconosciuto il netto miglioramento, ne richiese 92 esemplari da fabbricare in separata sede. I progettisti dovettero cambiare del tutto il treno di rotolamento del piccolo AMR, rivelatosi davvero troppo delicato: essi mutuarono perciò le sospensioni del carro armato leggero Renault R35, mezzo corazzato appena realizzato, e per il collaudo furono costruiti due carri con diversa meccanica: il primo presentava due carrelli assicurati a molloni orizzontali, il secondo un unico carrello. Fu quest'ultima versione a essere accettata dai comandi militari, che la immatricolarono come Automitrailleuse de Reconnaissance modele 1935 abbreviato in AMR 35. Il nominativo industriale adoperato dalla ditta francese recitava invece Renault ZT.
Il modello rifiutato servì invece per la creazione di alcuni veicoli che nel 1940 furono inviati alla Cina nazionalista, soddisfacendo l'ordine fatto da questi nel 1936.

### Produzione
La prima fase della fabbricazione totalizzò 167 unità, consegnate a partire dall'aprile 1936 a causa dei ritardi avvenuti nel riprogettare la meccanica. La linea d'assemblaggio della Renault continuò la costruzione dell'AMR 35 fino al 1940, diversificandola in alcune varianti equipaggiate con mitragliatrici pesanti o cannoni. Nel complesso furono prodotti 200 AMR 35.

### Impiego operativo
Quando i tedeschi attaccarono la Francia il 10 maggio 1940, erano disponibili 120 AMR 33 e 187 AMR 35. Questi ultimi erano così suddivisi:
- il 6º e 7º GRDIm (Groupe de Reconnaissance de Division d'Infanterie motorisée), facenti parte della 1ª e 3ª divisioni motorizzate, avevano quattro ZT3 ognuno;
- il 1º e 4º RDP (Régiment de Dragon Portés), facenti parte rispettivamente della 2ª e 1ª DLM (Division Légerè Mécanique), contavano ciascuno 63 AMR 35 come forza direttamente impiegabile più 6 altri carri al quartier generale;
- il 5º RDP, facente parte della 1ª DLC, possedeva 22 AMR 35 come forza impiegabile più altri 4 al quartier generale.[2]

In combattimento gli AMR 35 si dimostrarono impotenti di fronte alle protezioni dei Panzer e addirittura a quelle delle autoblindo avversarie, sulle cui corazze inclinate i proiettili da 13,2 mm rimbalzavano senza provocare gravi danni, sebbene sia vero che non si abbiano rapporti su azioni condotte dagli ZT3; la maggior parte andò comunque perduta per guasti meccanici. Estremamente incerto è il destino degli ZT2, come anche non si sa di preciso cosa sia accaduto al resto dei veicoli prodotti.

## Caratteristiche
Il nuovo carro era di maggiori dimensioni rispetto al suo predecessore AMR 33, ma la corazzatura non aveva registrato grandi miglioramenti: era spessa 13 mm sulla parte anteriore dello scafo mentre era salita a 10 mm sui fianchi e sul retro. Sebbene pesante 6,5 tonnellate, il mezzo era capace di raggiungere i 60 km/h grazie al nuovo motore, un Renault da 4 cilindri erogante 82-84 hp e sistemato nella parte posteriore destra del carro. Il treno di rotolamento era composto per lato da 4 ruote portanti e 4 rulli superiori, su cui correvano cingoli larghi 220 mm; la coppia centrale di ruote era unita da un carrello, mentre quelle esterne erano dotate di una struttura a squadra ciascuna: il sistema era collegato a molloni orizzontali gommati, che però si dimostrarono soggetti a guasti frequenti. Il carro era capace di superare ostacoli alti 0,50 metri, gestire guadi profondi fino a 0,60 metri e trincee larghe 1,50 metri.
L'equipaggio accedeva al mezzo da un portellone a due ante posteriore e contava due uomini: un guidatore posizionato a sinistra in avanti rispetto al motore e un comandante sito nella torretta, una AVIS-1 progettata dall'Atelier Vincennes ma prodotta dalla Renault: con una corazzatura spessa 13 mm su fronte e retro, 10 mm sul lato posteriore e 9 mm sul cielo, rappresentava un pezzo unico nell'inventario francese perché presentava un portello superiore, assente su tutti gli altri carri dotati di cupola. Il capocarro poteva così usufruire di una migliore visione del campo di battaglia, sebbene meno protetto; egli doveva inoltre dare ordini al pilota e impiegare l'armamento, una MAC 1931C (Reibel) da 7,5 mm la cui scorta di munizioni contava 2.250 cartucce.

## Varianti

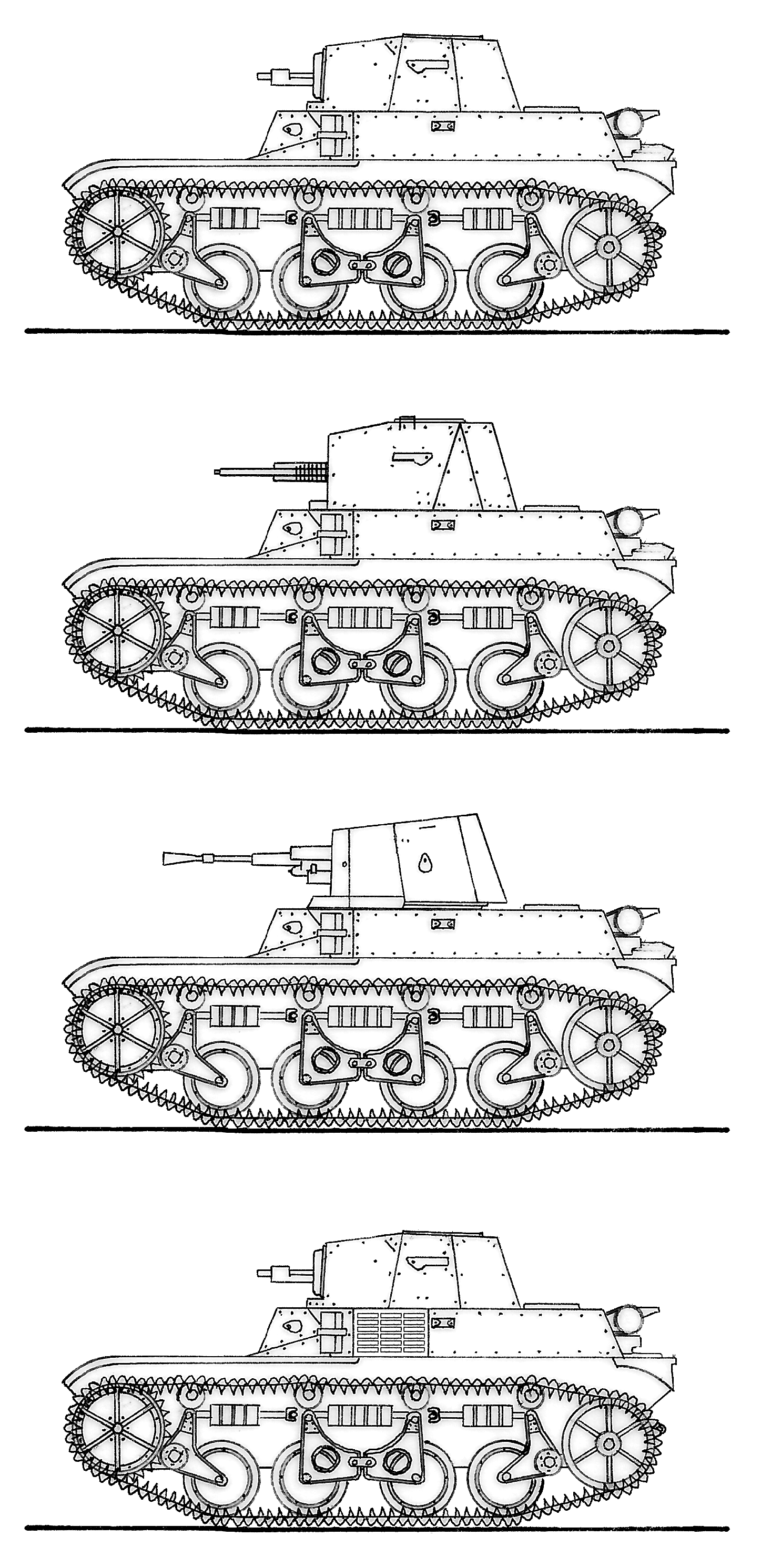
Dall'alto in basso: ZT 1 con una mitragliatrice da 7,5 mm, ZT 1 con una mitragliatrice da 13,2 mm, ZT 2 e ZT 4.

L'AMR 35 si differenziò in ulteriori versioni, specifiche per assolvere diversi compiti.
- ZT1: La limitatezza della dotazione offensiva dell'AMR 35 aveva spinto l'esercito a richiedere armi con maggiore efficacia controcarro: nel pieno del processo produttivo la Renault installò in torretta una mitragliatrice pesante Hotchkiss Mle 1930 da 13,2 mm (scorta di 1.220 cartucce), capace di penetrare 20 mm d'acciaio a 500 metri di distanza. Gli 80 esemplari così ottenuti cambiarono l'identificativo industriale in ZT1, ma per il resto erano identici alle unità basilari.
- ZT2: tali mezzi presentavano una torretta APX-5 di maggiori dimensioni rispetto a quelle di serie e, oltre alla Reibel da 7,5 mm erano armati di un cannone SA 35 da 25 mm lungo 47,2 calibri (L/47,2) oppure L/52, lo stesso che equipaggiava le autoblindo Panhard 178. La disponibilità di munizioni era copiosa: 78 proiettili tra AP e APT per il cannone, 2.250 cartucce per la mitragliatrice. Ne furono fabbricati 10 a partire dal 1936.
- ZT3: questi modelli erano equipaggiati con un pezzo SA 34 L/72 da 25 mm, installato nella parte frontale destra di una larga sovrastruttura che rimpiazzava la torretta. Il cannone aveva un alzo e un brandeggio limitati e disponeva di 78 munizioni tra AP e APT. Ne furono costruiti 10 a partire dal 1936.
- ZT4: nel 1936 la Renault attese alla produzione di questa versione per sostituire gli obsoleti Renault FT in forza alle truppe coloniali. Si trattava di montare su scafi di moderna concezione la torretta del vecchio carro, armata di una Hotchkiss Mle 1914 da 8 mm. In totale furono prodotti 40 telai fino alla resa della Francia,[3] una piccola parte dei quali ebbe in dotazione anche la nuova torretta.[4] Tuttavia non è noto cosa ne sia avvenuto.
- ADF/YS: carri comando e d'osservazione per l'artiglieria, erano caratterizzati da una grossa sovrastruttura che conteneva telemetri ottici avanzati. La prima sigla era quella con cui erano noti all'esercito, la seconda era l'identificativo della Renault. Ne furono costruiti 8 assieme al primo lotto di AMR 35, poi altri 5 furono completati a partire dal 1936.

## Altri utilizzatori
- Germania

Dopo la vittoriosa conclusione della campagna di Francia, i tedeschi s'impossessarono di alcuni AMR 35 che rinominarono Panzerspähwagen ZT 702(f); una parte andò all'esercito che li utilizzò nei reparti da ricognizione, mentre altri rimasero in Francia per contrastare le azioni partigiane. Nel 1944 gli AMR 35 di stanza nel paese furono trasformati in una base semovente rimuovendo torretta, sovrastruttura e copertura del motore: nello spazio così ottenuto i tedeschi sistemarono una casamatta, aperta sopra e dietro, ospitante un mortaio da 8 cm Granatwerfer 34. Ignoto è il numero di riconversioni, ma tali mezzi prestarono servizio nelle truppe d'occupazione;